# Pedo de axila
Un pedo en la axila es una simulación del sonido de la flatulencia que se hace creando una bolsa de aire entre la axila de un brazo parcialmente levantado y la mano. Luego cerrando rápidamente la bolsa acercando el brazo al torso, haciendo que el aire empuje contra la piel, creando el ruido. Pedos en las axilas, que a menudo se utilizan para lograr un efecto humorístico y cómico, pueden considerarse juveniles o vulgares. El humor relacionado con la flatulencia es el más antiguo registrado en el mundo.
El sonido producido por los pedos en las axilas puede acompañar al canto u otro ritmo.